# Tarłowie herbu Topór

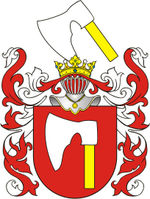

Tarłowie – ród magnacki herbu Topór. Siedzibą tego rodu w XVI w. były m.in. Laszki Murowane koło Chyrowa w zachodniej części powiatu samborskiego, Sambor, Dębowiec koło Jasła, Samoklęski, Potok koło Krosna.

## Główni przedstawiciele
- Adam Tarło herbu Topór w poł. XV w. – starosta jasielski
- Adam Tarło (wojewoda lubelski) (1713-1744) – rotmistrz pancerny, starosta jasielski
- Adam Tarło (1708-przed 1772) – generał
- Adam Tarło (zm. 1710) – wojewoda smoleński (1691)
- Adam Piotr Tarło (zm. 1719) – wojewoda lubelski
- Andrzej Tarło (zm. po 1532) –  chorąży lwowski
- Aleksander Tarło (1639-1683) – kasztelan zawichojski (ok. 1680), od 1672 mąż  Joanny Kostczanki[2]
- Jadwiga Sieniawska (ur. w 1. poł. XVI w.-po 1629 r.) –  córka Jana Tarły (chorążego lwowskiego)
- Jadwiga Sieniawska (z Tarłów Czekaszewiczów) (w II poł. XVII w., zm. po 1705 r.) – żona Mikołaja Hieronima Sieniawskiego
- Jadwiga Tarło (ok. 1560-1614) – córka Mikołaja Tarły, sekretarza królewskiego i Jadwigi Stadnickiej, matka carowej Maryny Mniszchównej, żona Jerzego Mniszcha
- Jan Joachim Tarło (1658-1732) – biskup kijowski i poznański
- Jan Kanty Tarło (1790-16 grudnia 1855) – dziedzic dóbr Sułkowice i Zalesie, sędzia pokoju Okręgu Stopnickiego
- Jan Tarło (chorąży lwowski) (?-1572) – syn Andrzeja Tarły i Katarzyny Michowskiej, mąż Katarzyny Herburt-Odnowskiej i Reginy z Malczyc, ojciec Jadwigi Sieniawskiej
- Jan Tarło (cześnik koronny)
- Jan Tarło (zm. 1587) – wojewoda lubelski, kasztelan radomski i małogoski
- Jan Tarło (1684-1750) – wojewoda sandomierski i lubelski, generał lejtnant wojsk koronnych
- Karol Tarło (zm. 1703) – kanclerz wielki koronny, podkanclerzy koronny od 1689, wojewoda lubelski
- Mikołaj Tarło (chorąży przemyski) (zm. 1578) – właściciel kupionej od Mikołaja Potockiego wsi Albigowa (od 1542)
- Mikołaj Tarło (zm. 1571) – sekretarz królewski, podczaszy królowej Barbary, chorąży sandomierski, dzierżawca Drohojowa, mąż Jadwigi Stadnickiej, dziadek carowej Maryny Mniszchównej
- Mikołaj Jan Tarło (zm. po 1690)
- Mikołaj Bartłomiej Tarło (zm. 1716) – biskup poznański
- Paweł Tarło (zm. w 1565) – kanonik krakowski, arcybiskup lwowski
- Paweł Tarło (zm. 1553) – sędzia lwowski (1527-1540), wojski stryjski 1534, (lwowski 1540)
- Piotr Tarło (zm. 1722) – kanonik gnieźnieński, poznański, krakowski, biskup inflancki (1716), poznański (1720)
- Piotr Aleksander Tarło (po 1565-1649) – kasztelan lubelski, wojewoda lubelski, starosta pilzneński
- Stanisław Tarło (1480-1544) – sekretarz Zygmunta I Starego, biskup przemyski
- Stanisław Tarło (zm. po 1530) – ochmistrz królowej Elżbiety, dzierżawca drohowyski
- Stanisław Tarło (1639-1705) – kasztelan zawichojski, wojewoda lubelski (1689)
- Stanisław Tarło (zm. 1599) – starosta sochaczewski, zwoleński
- Szymon Tarło (1744-1784) – starosta skalski
- Teofila Tarło (1595–1635) – córka Zygmunta Tarły i Barbary Drohojewskiej
- Zaklika Tarło ze  Szczekarzewic (zm. 1465/66) – krajczy koronny (1447) starosta stryjski, wysłannik Władysława Jagiełły
- Zygmunt Scypion Tarło (ok. 1561-1628) – chorąży przemyski od 1606 i kasztelan sądecki (od 1613); syn Jana Tarły (chorążego lwowskiego) i Reginy z Malczyc
- Zygmunt Tarło (starosta pilzneński) – (1639-1685/89)